# 太清宫镇
太清宫镇，是中华人民共和国河南省周口市鹿邑县下辖的一个乡镇级行政单位。

## 行政区划
太清宫镇下辖以下地区：
太清宫社区、大贺社区、八里社区、陈楼社区、黄王社区、营子寨社区、周元社区、薛小社区、晏庄社区、怀溜社区、四羊村、后双村、后刘村、大梁村、怀楼村、薛楼村、大崔村、蒋营村和小怀村。